# Made in Paris
Made in Paris is een Amerikaanse romantische komedie-musicalfilm in Metrocolor uit 1966 onder regie van Boris Sagal.

## Verhaal
Maggie Scott werkt als onervaren inkoopster voor een New Yorks modehuis en streeft naar het voordelige huwelijk met Ted Barclay, de zoon van haar baas en erfgenaam van het modehuis, en naar het voordien maagd blijven. Ze wordt echter op een opdracht naar Parijs gestuurd, waar ze vanwege haar gebrek aan ervaring niet bepaald met open armen wordt ontvangen. In deze stad, de zondevalkuil voor nette Amerikanen, treft ze op haar eerste nacht al een modeontwerper met wereldfaam genaamd Marc Fontaine in haar slaapkamer. Het duurt niet lang voordat Marc interesse in haar toont. Een bezwaar is echter dat hij afkerig van het huwelijk is en Maggie zich geen liefde buiten het echtelijk verband kan denken. Ondertussen krijgt ze ook aandacht van Herb Stone, een Amerikaanse journalist. 
Ondertussen maakt Ted, die welbekend is met het rauwe nachtleven van Parijs, zich zorgen om Maggie's welzijn en reist haar al gauw achterna. Ondanks de vele avonturen die ze in Parijs meemaakt, kiest ze uiteindelijk voor een brave romance met Ted, met wie ze maar wat graag naar New York terugkeert.

## Rolverdeling
| Acteur           | Personage           |
| ---------------- | ------------------- |
| Ann-Margret      | Maggie Scott        |
| Louis Jourdan    | Marc Fontaine       |
| Richard Crenna   | Herb Stone          |
| Edie Adams       | Irene Chase         |
| Chad Everett     | Ted Barclay         |
| John McGiver     | Roger Barclay       |
| Marcel Dalio     | Georges             |
| Mathilda Calnan  | Cecile              |
| Jacqueline Beer  | Denise Marton       |
| Nichelle Nichols | Eleanor (ongenoemd) |

## Productie
Al in het voorjaar van 1964 kondigde Metro-Goldwyn-Mayer de film aan; Doris Day werd aanvankelijk benaderd voor de vrouwelijke hoofdrol, maar ze was niet onder de indruk van het scenario en sloeg het aanbod af. De rol van de Amerikaanse journalist Herb Stone werd in eerste instantie aangeboden aan Bob Crane en die van Ted Barclay aan Richard Chamberlain.

## Ontvangst
In Nederland kreeg de film unaniem negatieve recensies waarin kritisch werd geschreven over de - onrealistische - Amerikaanse representatie van Parijs alsmede het flinterdunne verhaal. Zo noemde de recensent van Trouw de film "een glamour-cocktail met zoete ranjasmaak": "Parijs is zó snoezig en exciting en Amerika zó degelijk, dat we, ten einde raad, maar hopen dat Sagal hier en daar iets bedoelde te parodiëren. Ann-Margret toont geen moeilijkheden met een pieperige hoofdrol als kind-vrouwtje." Criticus van Het Vrije Volk bestempelde de film als "een zeer luchtig niemendalletje" met een "tekortschietende" Ann-Margret.
Recensent van De Tijd omschreef de film als een "pretentieloze slaapkamerklucht": "Sagal klampt zich hardnekkig vast aan de oude Hollywoodtradities. Niet alleen wat zijn manier van filmen, maar ook het gegeven betreft. Angstvallig wordt er voor gewaakt, dat alle minnenden elkaar blijven eerbiedigen, hoe onwaarschijnlijk dat mag lijken." De criticus van Het Parool noemde Made in Paris daarentegen een "poeslieve" en "onschuldige, opgewekte filmkomedie", maar was verder negatief in zijn oordeel: "Wat mij in deze film vooral dwarszat, was de schijn-opgewektheid, de ultralieve snuitjes die regisseur Boris Sagal Ann-Margret voor de camera laat trekken." Recensent van De Waarheid beschreef het verhaal op spottende wijze in zijn review en oordeelde: "Regisseur Boris Sagal bereidde het als een rose puddingvla uit een kant-en-klaarpakje, Made in U.S.A., maar niet in Parijs."